# Camfecting
Camfecting, no campo da segurança de computadores, é o processo de tentar invadir a webcam de uma pessoa e ativá-la sem a permissão do proprietário da webcam.  A webcam ativada remotamente pode ser usada para assistir a qualquer coisa dentro do campo de visão da webcam, às vezes incluindo o próprio proprietário da webcam. A camfecting geralmente é realizada infectando o computador da vítima com um vírus que pode fornecer ao hacker acesso à sua webcam. Esse ataque é direcionado especificamente para a webcam da vítima e, portanto, o nome camfecting, um portmanteau das palavras camera e infecting.
Normalmente, um hacker de webcam ou um camfecter envia à sua vítima um aplicativo de aparência inocente que possui um software Trojan oculto por meio do qual o camfecter pode controlar a webcam da vítima. O vírus camfecter se instala silenciosamente quando a vítima executa o aplicativo original. Uma vez instalado, o camfecter pode ligar a webcam e capturar fotos/vídeos. O software camfecter funciona exatamente como o software original da webcam presente no computador da vítima, com a única diferença de que o camfecter controla o software em vez do proprietário da webcam.

## Casos notáveis
Marcus Thomas, ex-diretor assistente da Divisão de Tecnologia Operacional do FBI in Quantico, disse em uma reportagem de 2013 no The Washington Post que o FBI conseguiu ativar secretamente a câmera de um computador - sem acionar a luz que permite aos usuários saber que está gravando - por muitos anos. 
Em novembro de 2013, o adolescente americano Jared James Abrahams se declarou culpado de hackear mais de 100-150 mulheres e instalar o malware altamente invasivo Blackshades em seus computadores para obter imagens e vídeos nus delas. Uma de suas vítimas foi Cassidy Wolf, Miss Teen USA 2013. 
Pesquisadores da Universidade Johns Hopkins mostraram como capturar secretamente imagens da câmera iSight em modelos MacBook e iMac lançados antes de 2008, reprogramando o firmware do microcontrolador.